# Węgrzce (Klein-Polen)
Węgrzce is een dorp in de Poolse woiwodschap Klein-Polen. De plaats maakt deel uit van de gemeente Zielonki.